# 鳥山石燕

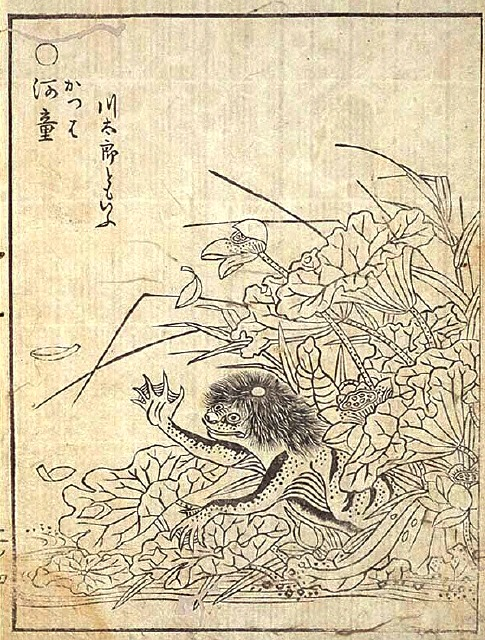
○河童（かっぱ） 川太郎ともいふ
『画図百鬼夜行』の内、一図「河童」
蓮池の茂みから現れ出でた河童を描く。

鳥山 石燕（とりやま せきえん、正徳2年（1712年） - 天明8年8月23日（1788年9月22日）は、江戸時代中期の画家、浮世絵師。妖怪画を多く描いたことで世に知られる。

## 生涯
正徳2年（1712年）頃に幕府の御坊主の家に生まれた。姓は佐野（さの）、諱は豊房（とよふさ）。字は不詳。船月堂、零陵洞、玉樹軒、月窓と号す。
狩野派門人として狩野周信（かのう ちかのぶ。cf.）および玉燕に付いて絵を学び、御用絵師であったと伝わるが、詳しい事蹟は不明な点も多い。俳諧は東流斎燕志の門人であった。
画業としては肉筆作品（美人画など）や鬼子母神（東京都雑司ヶ谷）の『大森彦七図』、円融寺（埼玉県秩父市）の『景清牢破りの図』などの奉納額が主なものであった。奉納額の絵に歌舞伎役者の似顔を用いたことで評判をあつめた。浮世絵師のひとりと目されているが美人画や役者絵として版行された錦絵作品（一枚絵）はほとんど確認されておらず、版本としての作品が多い。浮世絵版画に用いられる「拭きぼかし」の技法を発明し版本にはじめて利用したのは石燕の画集『鳥山彦』（『石燕画譜』とも・1774年）であると伝えられている。
俳人としても広く活動し、そのあつまりの句集に句や絵を寄せている。
弟子は多く著名な人物では、喜多川歌麿や恋川春町、栄松斎長喜、歌川豊春などを育てており、のちにそれぞれ浮世絵師・戯作者などとして大きく成長している。
安永5年（1776年）に版本として刊行された妖怪画集『画図百鬼夜行』が高評を得て、3年後の安永8年（1779年）には続篇として『今昔画図続百鬼』を刊行。以後さらに安永10年（1780年）には『今昔百鬼拾遺』を、天明4年（1784年）には『百器徒然袋』を世に出した。
天明8年（1788年）、死去。墓所は台東区元浅草の光明寺。法名は画照院月窓石燕居士。

## 妖怪画
鳥山石燕は壮年以後に出版された『画図百鬼夜行』をはじめとする版本で特にその名を知られるようになり、代表作となる。石燕の描く妖怪画は、後年葛飾北斎や歌川豊国・歌川豊広が合巻や読本などで描いている恐怖心や嗜虐性をいたずらにかきたてる種類のものではなく、『百鬼夜行絵巻』などの妖怪絵巻や赤本の「化物づくし」などに見られてきた、むしろ微笑みや奇妙さを誘う作風であるのが特徴である。
石燕の妖怪画は後世の画家たちにも多くの影響を与えており、石燕による作品がそのまま「妖怪」そのものを示すデザインとして用いられたりすることも多い。
昭和以降の日本あるいは日本人のもつ妖怪のイメージは漫画家・水木しげるに拠るところも大きいが、水木自身も妖怪画を石燕作品に取材したものが多く、日本人の思い描く妖怪の一角は水木を経ても石燕の著作によって大きく占められている。

## 関連作品
テレビドラマ
- 『べらぼう〜蔦重栄華乃夢噺〜』（2025年、NHK大河ドラマ、演：片岡鶴太郎）